# ارندزی
شهر ارندزی (به آلمانی: Arendsee) در ایالت زاکسن-آنهالت در کشور آلمان واقع شده است.